# Шараба, Здравко
Здравко Шараба (босн. Zdravko Šaraba; 15 мая 1980, Требине, СР Босния и Герцеговина, СФРЮ) — боснийский футболист, защитник.

## Биография
Выступал за «Леотар», украинский клуб «Волынь», «Сараево» и словенский «Марибор». В январе 2009 года перешёл в «Динамо» (Минск). 18 июля 2009 года был выставлен на трансфер , однако никого не заинтересовал и сезон доигрывал за дубль. 27 января 2010 разорвал контракт с «Динамо» по обоюдному согласию сторон.
В ноябре 2008 года провёл один матч в составе сборной Боснии и Герцеговины.

## Достижения
- Серебряный призёр чемпионата Белоруссии (1): 2009